# Five miles out
Five miles out is een het zevende studioalbum van Mike Oldfield. De titel verwijst naar Mike Oldfield zelf: 5 M.O.

## Inleiding
Opnamen voor het album startten op het moment dat zijn European Adventure Tour 1981 ten einde kwam. Oldfield nam een aantal musici, die hem toen begeleidden mee naar zijn woning annex geluidsstudio Tilhouse Studios, Denham (Buckinghamshire). Voor de hoes koos Oldfield een foto van een Lockheed Model 10 Electra in vlucht die afstevent op een dreigende wolkenpartij. Het zou een verwijzing zijn naar zijn ervaring als piloot; hij had een jaar daarvoor een bijna-ongeluk tussen Barcelona en San Sebastian.

## Musici
- Mike Oldfield – alle muziekinstrumenten behalve
- Maggie Reilly – zang
- Morris Pert – percussie, toetsinstrumenten
- Tim Cross – toetsinstrumenten
- Rick Fenn - gitaren
- Mike Frye – percussie
- Paddy Moloney – uillean pipes (Taurus II)
- Carl Palmer – percussie (Mount Teidi)
- Graham Broad – drumstel (Five miles out)
- strijkorkest onder leiding van Martin Ford, arrangement Morris Pert

## Muziek
De elpee had de opzet van eerdere albums; een plaatkant vullend nummer en dan losse nummers op kant 2.

| Nr. | Titel                | Duur  |
| --- | -------------------- | ----- |
| 1.  | Taurus II (Oldfield) | 24:43 |

| Nr. | Titel                                            | Duur  |
| --- | ------------------------------------------------ | ----- |
| 1.  | Family man (Oldfield, Cross, Frye, Reilly, Pert) | 3:45  |
| 2.  | Orabidoo (Oldfield, Cross, Fenn, Reilly, Pert)   | 13:03 |
| 3.  | Mount Teidi (Oldfield)                           | 4:10  |
| 4.  | Five miles out (Oldfield)                        | 4:16  |

Taurus II is het vervolg van Taurus I van QE2 en bevat verwijzingen naar eerdere muziek van Oldfield. Family man is gebaseerd op een riff van Rick Fenn; het duo Hall & Oates had er in 1982 een bescheiden succes mee. In Oribidoo greep Oldfield terug op zijn nummer Conflict (ook al QE2), zingt Reilly over Ireland's Eye en wordt de film Young and Innocent (1957) van Alfred Hitchcock aangehaald. Mount Teidi verwijst naar die berg, Oldfield schijnt de kernpunten ooit op vloeitje te hebben geschreven om het niet te vergeten. Five miles out verwijst naar het bijna-ongeluk ("mayday mayday mayday").  

## Ontvangst
Het album verkocht afgaand op de albumlijsten beter dan zijn vorige albums. Hij haalde er sinds jaren weer een top-10 notering mee in Engeland (26 weken met hoogste plaats 7 met nog één week in 2013). Ook Duitsland (verkoop meer dan 250.000 exemplaren), Noorwegen, Oostenrijk, Spanje (meer dan 100.000) en Zweden lieten noteringen zien. Nederland pakte het album wel op voor een notering, maar echt een uitschieter was het niet (zes weken met hoogste notering 34). OOR's Pop-encyclopedie (versies 1991 en 1995), onder leiding van Frans Steensma, lijkt alle interesse in Oldfield verloren te hebben; hij heeft geen eigen lemma meer en Five miles out wordt daarin omschreven als een dal in zijn voor wat betreft kwaliteit sterk wisselende loopbaan (het is overigens wel een van de genoemde albums in die edities). Progwereld was in 2013 aanmerkelijk milder over het album.

## Nasleep
Voor wat betreft commercieel succes betekende Five miles out een opstapje naar groter succes en noteringen in hitparades voor singles). In 2013 werd het album opnieuw uitgegeven met aanvullende tracks (Waldberg, 3:27) en demoversie van Five miles out, 4:10). Een tweede compact disc werd eraan toegevoegd met opnamen van het concert op 6 december 1982 in Keulen.   
Tubular Bells · Hergest Ridge · Ommadawn · Incantations · Platinum · QE2 · Five miles out · Crises · Discovery · The Killing Fields · Islands · Earth Moving · Amarok · Heaven's open · Tubular Bells II · The songs of distant earth · Voyager · Tubular Bells III · Guitars · The Millennium Bell · Tr3s lunas · Tubular Bells 2003 · Light + Shade · Music of the Spheres · Man on the Rocks · Return to Ommadawn ·